# 東引南海溪蟹
東引南海溪蟹（学名：Nanhaipotamon dongyinese）为溪蟹科南海溪蟹屬下的一个种。